# Lumphat
Lumphat (tiếng Khmer: លំផាត់) là một huyện ở tỉnh Ratanakiri, đông bắc Campuchia. Dân số 10.301 người (1998) 
Lomphat, thủ phủ cũ của Ratanakiri, nằm ở huyện này bên sông Srêpốk. Thị trấn này có ít hơn 800 người.
Tên huyện được dùng đặt tên cho khu bảo tồn cuộc sống hoang dã Lomphat, một khu bảo tồn bảo vệ nhiều loại đặc hữu phía đông bắc Campuchia.